# Данас неће бити одсуства
Данас неће бити одсуства (рус. Сегодня увольнения не будет…) је студентски филм руских режисера Андреја Тарковског и Александра Гордона из 1959. Заснован на стварном послератном инциденту, филм говори о војној јединици која покушава да одложи неексплодиране бомбе како би спасила мали град. Био је то други филм Тарковског и Гордона, снимљен док су студирала на Државном институту за кинематографију (ВГИК). Филм је емитован на совјетској централној телевизији 1959. године и неколико година узастопно на Дан победе. Дуго се сматрало да је филм изгубљен, али је поново откривена копија средином 1990-их.

## Прича
Грађевински радници проналазе старо складиште бомби из Другог светског рата у неименованом руском граду. За решавање овог проблема задужена је јединица војске. Општински комитет одлучује да би експлозија бомби нанела превелику штету граду и зато јединица војске мора ручно да транспортује бомбе на безбедно место.
Након што је цео град евакуисан, војници носе бомбе једну по једну до оклопног камиона, док прети опасност од експлозије.
Како јединица војске завршава своју мисију, становништво се враћа у град док се бомбе истовремено уништавају на безбедном месту.

## Глумачка подела
- Олег Борисов као капитен Галич
- Алексеј Алексејев као пуковник Гвелесиани
- Пјотр Љубешкин као партијски секретар Вершињин
- Олег Мокшанцев као војни инжењер Вишњаков
- Владимир Маренков као војни инжењер Васин
- Игор Косукхин као војни инжењер Тсигнадзе
- Леонид Курављов као војник-инжењер Морозов
- Станислав Љубшин као војни инжењер Садовников

## Продукција
Снимање Концентрата предложено је од стране Државног института за кинематографију (ВГИК) Тарковском и Гордону као практичну вежбу на студијама.
Главни циљ Тарковског и Гордона није био да произведу ремек-дело, већ да науче основе филмског стваралаштва кроз прављење некомпликованог филма који је лак за гледање.
Пројекат је заснован на правом послератном инциденту. Да би се припремили, Тарковски и Гордон су интервјуисали сведоке инцидента и посетили касарне да проуче војску.
Сценарио су заједно написали Тарковски, Гордон и трећи сценариста кога је касније заменила група сценариста.
Главна прича филма настала је на почетку писања сценарија, и остала је непромењена са изузетком неких мањих измена. Према Гордону, Тарковски је завршио и допринео већини сценарија, при чему су сцене из болнице и цивил/војник који добровољно детонира једну бомбу биле идеје Тарковског.
За разлику од другог студентског филма Тарковског Убице, овај филм је имао релативно висок буџет. Филмска школа ВГИК обезбедила је опрему и мањи део буџета. Највећи део буџета обезбедила је совјетска централна телевизија јер је филм требало да буде емитован на дан годишњице капитулације нацистичке Немачке у Другом светском рату.
Већи буџет омогућио  је ангажовање професионалних глумаца у главним улогама, као што је Олег Борисов. Остали глумци били су Тарквоскијев и Гордонови другови из разреда као што су Леонид Курављов и Станислав Љубшин. Ресто глумаца у споредним улогама били су људи из провинције у којој је филм сниман, који су радили без икакве надокнаде. Војска је такође пружила одређену подршку у виду војне опреме и трупа као статиста. Филм је сниман у Курску у периоду од три месеца. Монтажа је трајала још три месеца.

## Дистрибуција
Нетипично за Тарковског, Концентрат подсећа на совјетски пропагандни филм, са херојским војницима и захвалним становништвом града. Користећи праве војне јединице и аутентичне локације, филм је по стилу сличан документарној драми. Филм је први пут емитован на Дан победе, 9. маја 1959, на совјетској телевизији упркос конкуренцији сличне продукције Ленфилма засноване на истом инциденту.
Филм је поново емитован на Дан победе најмање три године заредом. Како је много филмова са сличним темама приказано на телевизији током овог периода, филм није постао посебно популаран или познат. У каснијим годинама филмови овог жанра постали су мање важни и рутински су уклањани из телевизијских архива. Дуго се сматрало да је филм изгубљен, што је довело до гласина – које је демантовао Александар Гордон – да је уништен током пожара у филмској школи ВГИК. Негативи филма су се поново појавили тек средином 1990-их када их је открио директор Московског државног Централног музеја биоскопа Наум Клајман.